# 6-а армия (Вермахт)
6-а армия (на немски: 6. Armee) е една от армиите на сухопътните войски на Вермахта, сформирани по време на Втората световна война. 6-а армия се счита за най-прославената във Вермахта. Наричана е преторианската гвардия на фюрера. Армията участва в овладяването на Франция през 1940. В Третия Райх е въпрос на чест да се служи в това войсково подразделение. След унищожаването ѝ, завършило с пленяване на останалите живи след битката за Сталинград, Германия се прощава с надеждите си за победа във Втората световна война.

## История
6-а армия е сформирана на 10 октомври 1939 г. при преименуването на 10-а армия. Между 10 октомври 1939 и 9 май 1940 г. е разположена в района на Клеве. Участва в кампанията на запад, по време на боевете за Белгия, Холандия и Франция. От 26 юни 1940 г. е разположена край демаркационната линия във Франция, а от 2 юли до 15 април 1941 г. е прехвърлена на крайбрежието в Нормандия. От края на април до 21 юни 1941 г. е разположена в Галиция на Източния фронт. По време на кампанията в Съветския съюз участва в боевете в южния сектор. По време на лятното германско настъпление от 1942 г. взема участие в битката при Сталинград. Унищожена е окончателно на 2 февруари 1943 г.
На 6 март 1943 г. е сформирана отново от армия „Холит“. През август 1944 г. голяма част от нея е унищожена в Румъния, но е сформирана отново скоро след това. По-късно е известна като армии „Фретер-Пико“ и „Балк“, които командват различни унгарски армии до края на войната.
В хода на битката за Сталинград в състава на 6-а армия е сформирана дивизия „Фон Щумпфелт“, чийто личен състав е набран от руски и украински доброволци.

## Командири
- Фелдмаршал Валтер фон Райхенау – (10 октомври 1939 – 1 декември 1941 г.)
- Фелдмаршал Фридрих Паулус – (1 декември 1941 – 31 януари 1943 г.)
- Генералоберст Карл-Адолф Холит – (6 март 1943 – 25 ноември 1943 г.
- Генерал Максимилиан де Ангелис – (25 ноември 1943 – 19 декември 1943 г.)
- Генералоберст Карл-Адолф Холит – (19 декември 1943 – 25 март 1944 г.)
- Генерал Зигфрид Хенрици – (25 март 1944 – 8 април 1944 г.)
- Генерал Максимилиан де Ангелис – (8 април 1944 – 18 юли 1944 г.)
- Генерал Максимилиан Фретер-Пико – (18 юли 1944 – 22 декември 1944 г.)
- Генерал Херман Балк – (23 декември 1944 – 8 май 1945 г.)